# Túsz (város)
Túsz (Tus) egy ókori város Razavi Horászán tartományban Iránban, Meshed közelében. Az ókori görög időkben (ókori görög: Σούσια) néven ismert. Nagy Sándor elfoglalta az i. e. 330-as években.

## Fekvése
Meshedtől 28 km-el északnyugatra fekszik.

## Történelem
Túszt Abd al-Malik omajjád kalifa alapította, 747-ig maradt omajjád irányítás alatt, amikor egy alárendelt, Abu Muslim Khorasani legyőzte az akkori kalifát az abbászida forradalom idején. 809-ben Hárún ar-Rasíd abbászida kalifa megbetegedett és Túszban halt meg. Sírja a régióban található.
1220-ban Túszt a mongol Szubotáj hadvezér foglalta el, egy évvel később Toluj megölte lakosságának nagy részét,és elpusztította Hárún ar-Rasíd kalifa sírját. Évtizedekkel később Túszt Kuerguez kormányzó újjáépítette.

## A térségből származó leghíresebb emberek
- Firdauszí költő, a perzsa epikus Sáhnáme szerzője, akinek mauzóleuma 1934-ben épült (születése ezredik évfordulójának évében), uralja a várost.
- Muhammad ibn Muhammad al-Gazáli teológus, jogász, filozófus ugyancsak Túsz kiemelkedő lakói közé tartozik.